# Chemiosmose
Chemiosmose (Engels: chemiosmosis) is een algemene aanduiding voor de diffusie van ionen over een semipermeabel membraan in de richting van het concentratiegradiënt. Chemiosmose is het onderliggende principe van oxidatieve fosforylering en fotosfosorylering, twee processen waarbij ATP wordt geproduceerd tijdens de beweging van protonen (H+-ionen) door ATP-synthase.

In een protonengradiënt is vrije energie opgeslagen. Deze energie kan gebruikt worden om ATP te vormen uit ADP en fosfaat.

Waterstofionen, ook wel protonen genoemd, diffunderen binnen een levende cel altijd naar een gebied met een lagere protonconcentratie. Wanneer aan weerszijden van een membraan een verschil is in protonenconcentratie, spreekt men van een elektrochemische concentratiegradiënt. Dergelijke gradiënten worden binnen mitochondriën en chloroplasten gebruikt om ATP te maken. Chemiosmose werkt volgens dezelfde thermodynamische principes als osmose.
De chemiosmotische theorie werd in 1961 voorgesteld door de Britse biochemicus Peter Mitchell. Hij liet zien dat veruit de meeste ATP in cellen gemaakt wordt door middel van een protonengradiënt. Deze worden aangelegd door middel van een elektronentransportketen. Chemiosmose speelde vermoedelijk al een rol bij de energievoorziening van de vroegste levensvormen. 